# Середній Стіг
Середній Стіг — острів та урочище у середньому плині Дніпра на північ від Хортиці, нижче Дніпрогесу між островами Крісло Катерини та Похилим. Середній Стіг в давнину з'єднувався піщаною косою з Хортицею.
У 1920-ті роки початі розкопки місцевим краєзнавцем з Кічкасу Г. Г. Мартенсом. У 1928 році археолог Андрій Добровольський виявив два культурні шари тимчасових стоянок людей кам'яної доби. Нижній шар назвали Середній Стіг І, а інший — Середній Стіг ІІ. Нижній шар відноситься до неолітичної культури. Середні Стіг-ІІ — до середньостогівської культури мідної доби — культури степової України.
Поселення датоване IV—II тисячоріччя до Р. Х. — І тисячоріччя по Р. Х..
Померлих ховали у могилах, але без насипу зверху. Їх клали на бік, посипали охрою. Біля них клали посуд, їжу, статуетки людей та тварин тощо.
Вважається, що саме середньостогівці дали початок північноєвропейській расі кордидів.